# Dendrobium macrophyllum
Dendrobium macrophyllum är en orkidéart som beskrevs av Achille Richard. Dendrobium macrophyllum ingår i dendrobiumsläktet som ingår i familjen orkidéer.
Artens utbredningsområde anges som från Malesia till västra Oceanien.

## Underarter
Arten delas in i följande underarter:
- D. m. macrophyllum
- D. m. subvelutinum

## Bilder

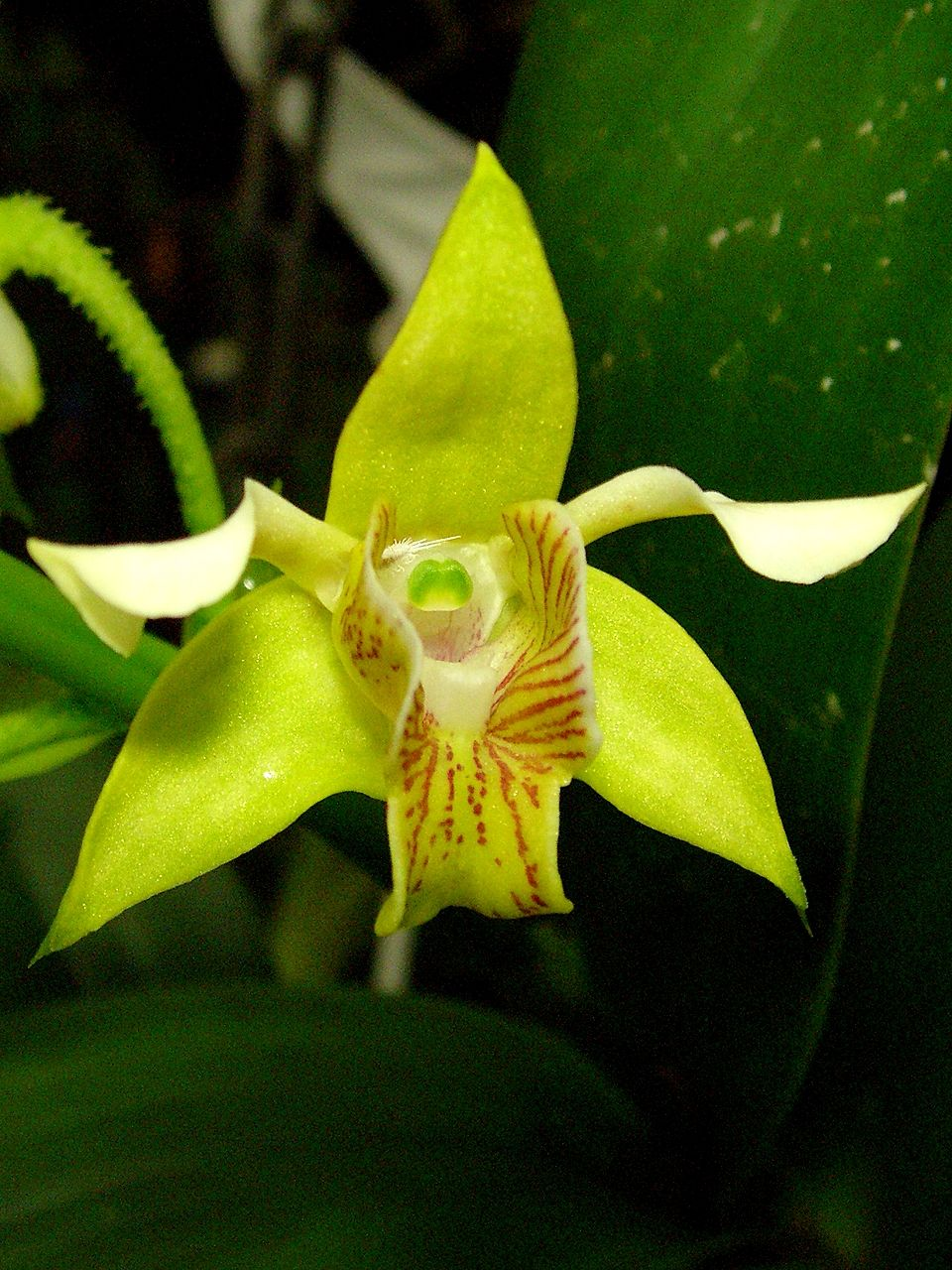
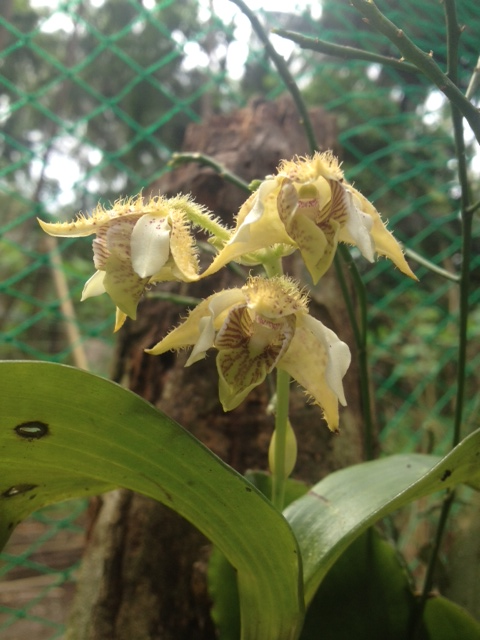
Dendrobium macrophyllum var. macrophyllum
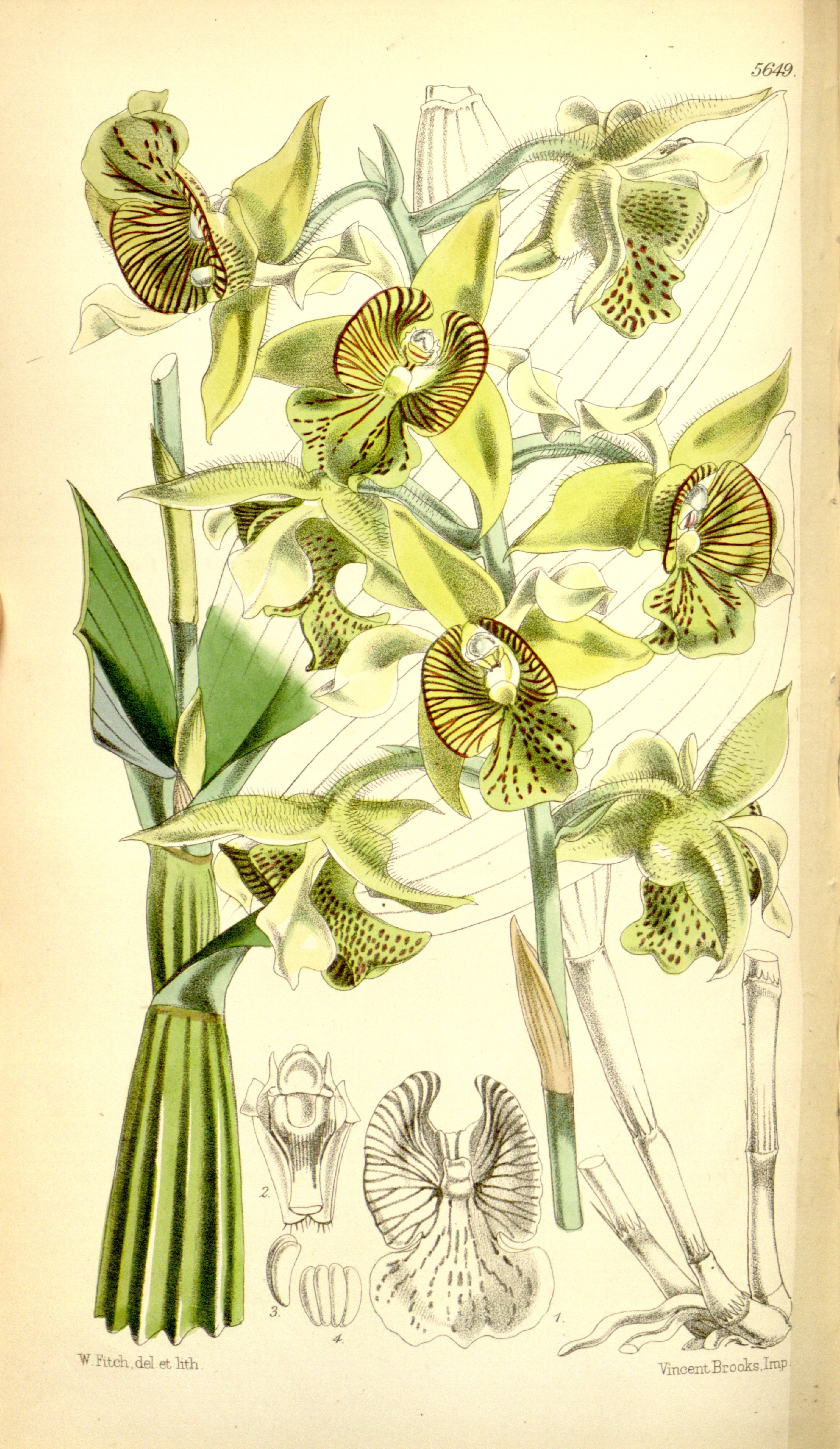
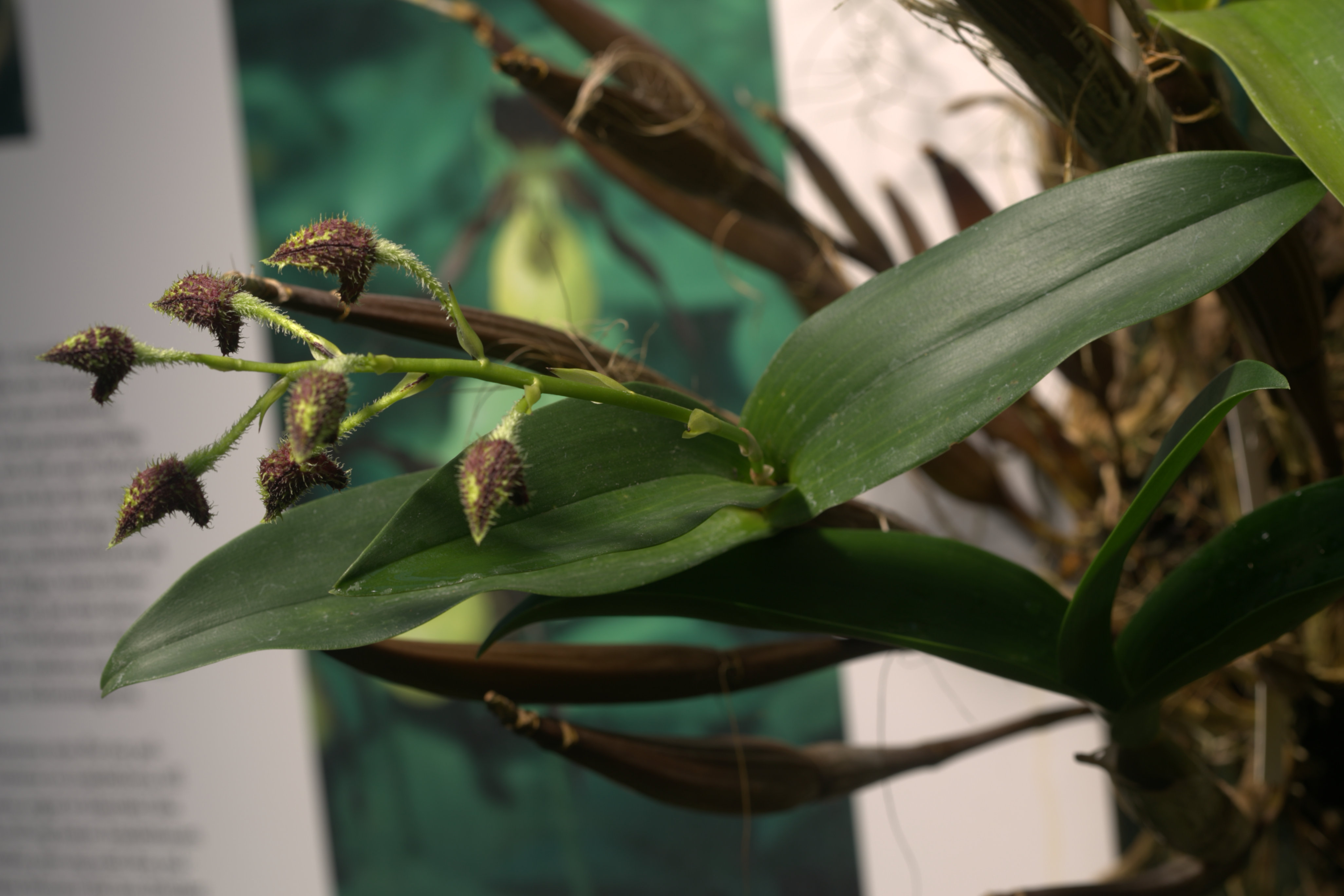
Planta med knoppar.